# Бондар Ірина Юріївна
Ірина Юріївна Бондар (нар. 16 березня 2004, Звягель, Житомирська область, Україна) — українська борчиня вільного стилю, чемпіонка Європи, чемпіонка світу та Європи серед молоді та юніорів.

## Спортивні результати на міжнародних змаганнях

### Виступи на чемпіонатах світу
| Змагання                        | Збірна  | Вагова категорія          | Місце |
| ------------------------------- | ------- | ------------------------- | ----- |
| Чемпіонат світу з боротьби 2024 | Україна | жіноча боротьба, до 65 кг | 14    |

### Виступи на чемпіонатах Європи
| Змагання                         | Збірна  | Вагова категорія          | Місце  |
| -------------------------------- | ------- | ------------------------- | ------ |
| Чемпіонат Європи з боротьби 2025 | Україна | жіноча боротьба, до 62 кг | Золото |

### Виступи на Кубках світу
| Змагання                    | Збірна  | Вагова категорія | Місце  |
| --------------------------- | ------- | ---------------- | ------ |
| Кубок світу з боротьби 2022 | Україна | команда          | Золото |

### Виступи на інших змаганнях
| Змагання                                    | Збірна  | Вагова категорія          | Місце  |
| ------------------------------------------- | ------- | ------------------------- | ------ |
| Відкритий чемпіонат Загреба з боротьби 2024 | Україна | жіноча боротьба, до 62 кг | 8      |
| Меморіал Поляка Імре та Варги Яноша 2024    | Україна | жіноча боротьба, до 65 кг | Золото |
| Кубок Валамар 2024                          | Україна | жіноча боротьба, до 62 кг | Золото |

### Виступи на змаганнях молодших вікових груп
| Змагання                                       | Збірна  | Вагова категорія          | Місце  |
| ---------------------------------------------- | ------- | ------------------------- | ------ |
| Чемпіонат Європи з боротьби серед кадетів 2021 | Україна | жіноча боротьба, до 61 кг | Золото |
| Чемпіонат світу з боротьби серед кадетів 2021  | Україна | жіноча боротьба, до 61 кг | 13     |
| Чемпіонат Європи з боротьби серед юніорів 2022 | Україна | жіноча боротьба, до 62 кг | Бронза |
| Чемпіонат світу з боротьби серед юніорів 2022  | Україна | жіноча боротьба, до 62 кг | Бронза |
| Чемпіонат світу з боротьби серед молоді 2022   | Україна | жіноча боротьба, до 62 кг | Срібло |
| Чемпіонат Європи з боротьби серед молоді 2023  | Україна | жіноча боротьба, до 62 кг | Золото |
| Чемпіонат Європи з боротьби серед юніорів 2023 | Україна | жіноча боротьба, до 62 кг | Золото |
| Чемпіонат світу з боротьби серед юніорів 2023  | Україна | жіноча боротьба, до 62 кг | 5      |
| Чемпіонат світу з боротьби серед молоді 2023   | Україна | жіноча боротьба, до 62 кг | Срібло |
| Чемпіонат Європи з боротьби серед молоді 2024  | Україна | жіноча боротьба, до 62 кг | Золото |
| Чемпіонат Європи з боротьби серед юніорів 2024 | Україна | жіноча боротьба, до 62 кг | Золото |
| Чемпіонат світу з боротьби серед юніорів 2024  | Україна | жіноча боротьба, до 62 кг | Золото |
| Чемпіонат світу з боротьби серед молоді 2024   | Україна | жіноча боротьба, до 62 кг | Золото |
| Чемпіонат Європи з боротьби серед молоді 2025  | Україна | жіноча боротьба, до 62 кг | Золото |